# Municipio de Wayne (condado de Bartholomew)
El municipio de Wayne (en inglés: Wayne Township) es un municipio ubicado en el condado de Bartholomew en el estado estadounidense de Indiana. En el año 2010 tenía una población de 3815 habitantes y una densidad poblacional de 29,92 personas por km².

## Geografía
Según la Oficina del Censo de los Estados Unidos, el municipio tiene una superficie total de 127.5 km², de la cual 126.69 km² corresponden a tierra firme y (0.64%) 0.81 km² es agua.

## Demografía
Según el censo de 2010, había 3815 personas residiendo en el municipio de Wayne. La densidad de población era de 29,92 hab./km². De los 3815 habitantes, el municipio de Wayne estaba compuesto por el 97.04% blancos, el 1.13% eran afroamericanos, el 0.16% eran amerindios, el 0.18% eran asiáticos, el 0.1% eran isleños del Pacífico, el 0.66% eran de otras razas y el 0.73% pertenecían a dos o más razas. Del total de la población el 1.91% eran hispanos o latinos de cualquier raza.